# Dalhem (Helsingborg)

Lage des Stadtbezirks Dalhem in Helsingborg.

Dalhem ist ein Stadtteil im Nordosten der schwedischen Stadt Helsingborg. Er liegt im gleichnamigen, etwa 4.530 Einwohner zählenden Stadtbezirk. Er entstand zwischen 1971 und 1975 im Rahmen des sogenannten Millionenprogramms, einem Wohnungsbauprogramm der schwedischen Regierung. Hier wohnen etwa 4.530 Menschen (Stand 1. Januar 2006), ein Drittel davon mit Migrationshintergrund.
Im Stadtteil liegt die Grundschule Dalhemsskolan.